# Bolegorzyn
Bolegorzyn (niem. Gut Bulgrin) – osada  w Polsce położona w województwie zachodniopomorskim, w powiecie drawskim, w gminie Złocieniec. 

## Charakterystyka
W latach 1975–1998 miejscowość administracyjnie należała do województwa koszalińskiego. W roku 2007 osada liczyła 320 mieszkańców.
Przed 2019 rokiem osada należała do gminy Ostrowice. 30 czerwca 2018 mieszkańcy sołectwa (11 osób) w konsultacjach społecznych jednogłośnie opowiedzieli się za zniesieniem gminy Ostrowice.

## Geografia
Osada leży około 15 km na wschód od Ostrowic, między Grabinkiem a miejscowością Warniłęg, około 600 m na północny zachód od jeziora Drawsko.

## Atrakcje turystyczne
22 lipca 2008 w Bolegorzynie otworzono Muzeum Państwowego Gospodarstwa Rolnego w Bolegorzynie.